# Willie Stevenson
William „Willie“ Stevenson (* 26. Oktober 1939 in Leith; † 27. Mai 2025) war ein schottischer Fußballspieler. Seine erfolgreichste Zeit hatte der linke Außenläufer Mitte der 1960er-Jahre beim FC Liverpool. Dort gewann er 1964 und 1966 die heimische Meisterschaft sowie 1965 den englischen Pokal.

## Sportlicher Werdegang
Stevenson spielte bereits im Schüleralter für Schottland, bevor er sich 1955 im Alter von 16 Jahren den Glasgow Rangers als Amateur anschloss. Die Rangers ließen ihn sich erst einmal im eigenen Nachwuchsteam Dalkeith Thistle entwickeln und nach einem Jahr unterzeichnete er bei den Rangers den ersten Profivertrag. Er feierte sein Ligadebüt ein Tag vor dem 19. Geburtstag und entwickelte sich schnell auf der Position des linken Außenläufers zum Stammspieler in einer Mannschaft, die 1959 den schottischen Meistertitel sowie ein Jahr später den Pokal gewann. Weiterer Höhepunkt war für den groß gewachsenen, elegant und passsicher auftreten „Youngster“ das Erreichen des Halbfinals im Europapokal der Landesmeister, das schließlich gegen Eintracht Frankfurt verloren ging. In seinem dritten Jahr litt Stevenson unter einer Formschwäche, die auch dadurch zustande kam, weil er in der Saison zuvor 65 Pflichtspiele bestritten hatte. Die Rangers hatten dazu den talentierten Jim Baxter verpflichtet, der zunächst als linker Halbstürmer agierte. Die Formation erwies sich als nicht optimal und Baxter wurde auf Stevensons Position zurückgezogen, der selbst wiederum in die Reservemannschaft zurückgestuft wurde. Nach einem Jahr in der zweiten Mannschaft kam es zu einem Streit hinsichtlich Stevensons Vertrag. Die Rangers wollten Stevenson nicht gehen lassen und hielten seinen Spielerpass ein. So versuchte es Stevenson mit einem Wechsel nach Australien. Der dortige Fußballverband war zu dem Zeitpunkt nicht Teil der FIFA, aber nach einigen Monaten zerschlugen sich seine Pläne, auch weil die Football Federation Australia wieder vom Weltfußballverband anerkannt werden wollte. Etwa zur gleichen Zeit machte Bill Shankly vom FC Liverpool ein Wechselangebot und im Oktober 1962 heuerte Stevenson schließlich bei den „Reds“ an.
Rasch übernahm er nach seinem Debüt gegen den FC Burnley (1:2) die halblinke Position von seinem Landsmann Tommy Leishman und in seiner ersten Saison 1962/63 verhalf er Liverpool, das gerade erst wieder in die erste Liga aufgestiegen war, zu einem respektablen achten Platz. Es folgte die erfolgreichste Zeit in seiner Fußballerkarriere, als er 1964 und 1966 die heimische Meisterschaft sowie 1965 den englischen Pokal gewann. Dabei harmonierte er besonders gut mit dem offensiven Flügelspieler Peter Thompson vor ihm. Während des FA-Cup-Erfolgs steuerte er im Halbfinale gegen den FC Chelsea den Elfmetertreffer zum 2:0-Endstand gut zehn Minuten vor Schluss bei, nachdem seine Mitspieler im Saisonverlauf zuvor sechs Strafstöße in Folge vergeben hatten. Die Finalniederlage im Europapokal der Pokalsieger gegen Borussia Dortmund enttäuschte ihn im Mai 1966 dann so sehr, dass er seine „Verlierermedaille“ aus dem Fenster des Duschraums schmiss – und nachher zu seinem Leidwesen nicht mehr wiederfand. In der Spielzeit 1967/68 verdrängte ihn der aus Blackpool verpflichtete Emlyn Hughes aus der Startformation und nur noch am 25. November 1967 kam er gegen die Wolverhampton Wanderers in der heimischen Meisterschaft zum Einsatz. Er verabschiedete sich mit dem entscheidenden Elfmetertreffer zum 2:1-Sieg und der gerade einmal 28-Jährige verabschiedete sich im Dezember 1967 in Richtung des Erstligakonkurrenten Stoke City.
Stevenson verbrachte gut fünf Jahre bei den „Potters“ und war zwischendurch im Jahr 1971 kurzzeitig in Südafrika auch beim Hellenic FC aktiv, bevor er es ihn zurück in seine Wahlheimat Merseyside zog. Dort absolvierte er unter seinem Ex-Liverpool-Mitspieler und Landsmann Ron Yeats die Saison 1973/74 für den Drittligisten Tranmere Rovers, worauf ein Jahr in der nordamerikanischen NASL in Diensten der Vancouver Whitecaps folgte. Anschließend ließ er seine aktive Laufbahn als Spielertrainer beim Amateurklub Macclesfield Town in der Northern Premier League ausklingen.
Nach seinem sportlichen Rücktritt arbeitete er als Gastwirt und betrieb in Macclesfield ein Reinigungsunternehmen.
Im Alter von 85 Jahren verstarb William Stevenson.

## Titel/Auszeichnungen
- Englische Meisterschaft (2): 1964, 1966
- Schottische Meisterschaft (1): 1959
- Englischer Pokal (1): 1965
- Schottischer Pokal (1): 1960
- Charity Shield (3): 1964 (geteilt), 1965 (geteilt), 1966